# Muhammetkaliy Abulgaziyev
Muhammetkaliy Abulgaziyev (en kirguís: Мухамметкалый Дүшекеевич (Дүшеке уулу) Абылгазиев; 20 de enero de 1968) es un político kirguís. Ocupó el cargo de primer ministro de Kirguistán entre 2018 y 2020.

## Primer ministro de Kirguistán
Fue el Primer Ministro interino de Kirguistán del 22 de agosto al 26 de agosto de 2017. Fue nombrado después de la renuncia de Sooronbay Jeenbekov a participar en las elecciones presidenciales de octubre de 2017. Abulgaziyev anteriormente se desempeñó como Viceprimer Ministro. El 20 de abril de 2018, fue reelegido primer ministro por el presidente Sooronbay Jeenbekov, después de que el gobierno del primer ministro Sapar Isakov fuera despedido. Juró su cargo el 25 de abril. 